# Квінт Фуфій Гемін
Квінт Фу́фій Гемі́н (лат. Quintus Fufius Geminus, також лат. Gaius Fufius Geminus; ? — 31) — політичний, державний і військовий діяч ранньої Римської імперії, консул 29 року.

## Життєпис
Походив з роду нобілів Фуфіїв. Син Гая Фуфія Геміна, консула-суффекта 2 року до н. е.
Користувався підтримкою августи Лівії. У 20 році н. е. його було призначено квестором. Незабаром отримав трибунську владу, став членом колегії септемвірів епулонів. Займався розбудовою колонії Урба Сальвія. У 23 році побудував тут величний театр.
У 29 році його було обрано консулом разом з Луцієм Рубеллієм Геміном. Утім, у 31 році Фуфія було визнано винним у державній зраді через небажані вознесені молитви за імператора Тиберія і зрештою страчено. Страчена була і його мати, Віція, за те, що оплакувала сина.